# 정수

정수들의 집합은 순서에 따라 직선 위에 나타낼 수 있다. 직선위는 0을 기준으로 오른쪽은 양수, 왼쪽은 음수로 구분할 수 있다.

수학에서 정수(整數, 문화어: 옹근수, integer)는 양의 정수(1, 2, 3, 4, 5, 6, 7, 8,  ... , n), 음의 정수(-1, -2, -3, -4, -5, -6, -7, -8...) 및 0으로 이루어진 수의 체계이다. 또는 자연수, 자연수의 음수 및 영을 통칭하는 말이다. 수론의 가장 기본적인 연구 대상이다. 정수 전체의 집합의 기호는 {\displaystyle \mathbb {Z} }이다.

## 정의
정수 체계는 (0을 포함하는) 자연수 체계 {\displaystyle \mathbb {N} }으로부터 다음과 같이 정의할 수 있다. 집합 {\displaystyle \mathbb {N} \times \mathbb {N} } 위에 다음과 같은 조건을 만족시키는 최소 동치 관계를 주자.
{\displaystyle (m,n)\sim (m+k,n+k)\forall k\in \mathbb {N} }
이 동치 관계에 대한 몫집합을 정수 집합 {\displaystyle \mathbb {Z} =(\mathbb {N} \times \mathbb {N} )/\sim }라고 정의하자. 그 위에 덧셈과 곱셈을 다음과 같이 정의한다.
{\displaystyle [(m,n)]_{\sim }+[(p,q)]_{\sim }=[(m+p,n+q)]_{\sim }}
{\displaystyle [(m,n)]_{\sim }\cdot [(p,q)]_{\sim }=[(mp+nq,mq+np)]_{\sim }}
그렇다면 정수의 집합 {\displaystyle \mathbb {Z} }는 환을 이루며, 이를 정수환(整數環, 영어: ring of integers)이라고 한다. 이러한 구성은 소거 가환 모노이드를 아벨 군으로 확장하는 그로텐디크 군 구성의 한 예다.

## 성질

### 대수적 성질
자연수 집합과 마찬가지로, 정수 집합은 덧셈과 곱셈에 대해 닫혀 있다. 하지만 자연수 집합과 다르게, 뺄셈에도 닫혀 있다. 나눗셈에는 닫혀 있지 않다.
|          | 덧셈                          | 곱셈                          |
| 닫힘     | a + b 은 정수                 | a × b 은 정수                 |
| 결합법칙 | a + (b + c) = (a + b) + c     | a × (b × c) = (a × b) × c     |
| 교환법칙 | a + b = b + a                 | a × b = b × a                 |
| 항등원   | a + 0 = a                     | a × 1 = a                     |
| 역원     | a + (−a) = 0                  | --------                      |
| 분배법칙 | (a × b) + (a × c)=a × (b + c) | (a × b) + (a × c)=a × (b + c) |

## 관련 개념
유리수와 정수의 관계는 대수적 수와 대수적 정수의 관계까지 일반화될 수 있다.

## 같이 보기
- 수학
- 음수
- 양수
- 유리수